# Challenger de Concepción
El Challenger de Concepción (nombre oficial: Dove Men+Care Challenger Concepción) es un torneo de tenis de la categoría Challenger que se lleva a cabo en Concepción, Chile. La primera edición fue en febrero de 2021 y se juega al aire libre sobre arcilla. TV oficial canal ESPN.

## Lista de ganadores

### Singles
| Año  | Campeón            | Finalista                  | Resultado           |
| ---- | ------------------ | -------------------------- | ------------------- |
| 2021 | Sebastián Báez     | Francisco Cerúndolo        | 6-3, 6-7(5), 7-6(5) |
| 2022 | Daniel Elahi Galán | Santiago Rodríguez Taverna | 6-1, 3-6, 6-3       |
| 2023 | Federico Coria     | Timofey Skatov             | 6-4, 6-3            |
| 2024 | Gonzalo Bueno      | Juan Pablo Ficovich        | 6-4, 6-0            |
| 2025 | Emilio Nava        | Nicolás Kicker             | 6-1, 7-6(3)         |

### Dobles
| Año  | Campeones                        | Finalistas                               | Resultado   |
| ---- | -------------------------------- | ---------------------------------------- | ----------- |
| 2021 | Orlando Luz Rafael Matos         | Sergio Galdós Diego Hidalgo              | 7-5, 6-4    |
| 2022 | Diego Hidalgo Cristian Rodríguez | Francisco Cerúndolo Camilo Ugo Carabelli | 6-2, 6-0    |
| 2023 | Guido Andreozzi Guillermo Durán  | Luciano Darderi Oleg Prihodko            | 6-2, 6-0    |
| 2024 | Seita Watanabe Takeru Yuzuki     | Patrick Harper David Stevenson           | 6-4, 7-6(6) |
| 2025 | Vasil Kirkov Matías Soto         | Seita Watanabe Takeru Yuzuki             | 6-2, 6-4    |